# سانتو دومينغو (الإكوادور)
سانتو دومينغو (بالإسبانية: Santo Domingo de los Colorados) هي مدينة، في الإكوادور، تقع في سانتو دومينغو دا لوس تساتشيلاس، وكانتون سانتو دومينغو، هي عاصمة سانتو دومينغو دا لوس تساتشيلاس، بلغ عدد سكانها 270,875 نسمة وذلك حسب إحصائيات سنة 2010، تبلغ مساحتها 60 كيلومتر مربع، رمزها البريدي هو EC230150.

## المناخ
يظهر الجدول التالي التغييرات المناخية على مدار السنة لسانتو دومينغو:
| البيانات المناخية لـسانتو دومينغو | البيانات المناخية لـسانتو دومينغو | البيانات المناخية لـسانتو دومينغو | البيانات المناخية لـسانتو دومينغو | البيانات المناخية لـسانتو دومينغو | البيانات المناخية لـسانتو دومينغو | البيانات المناخية لـسانتو دومينغو | البيانات المناخية لـسانتو دومينغو | البيانات المناخية لـسانتو دومينغو | البيانات المناخية لـسانتو دومينغو | البيانات المناخية لـسانتو دومينغو | البيانات المناخية لـسانتو دومينغو | البيانات المناخية لـسانتو دومينغو | البيانات المناخية لـسانتو دومينغو |
| الشهر                             | يناير                             | فبراير                            | مارس                              | أبريل                             | مايو                              | يونيو                             | يوليو                             | أغسطس                             | سبتمبر                            | أكتوبر                            | نوفمبر                            | ديسمبر                            | المعدل السنوي                     |
| --------------------------------- | --------------------------------- | --------------------------------- | --------------------------------- | --------------------------------- | --------------------------------- | --------------------------------- | --------------------------------- | --------------------------------- | --------------------------------- | --------------------------------- | --------------------------------- | --------------------------------- | --------------------------------- |
| متوسط درجة الحرارة الكبرى °م (°ف) | 27.1 (80.8)                       | 27.8 (82.0)                       | 28.4 (83.1)                       | 28.5 (83.3)                       | 27.7 (81.9)                       | 26.7 (80.1)                       | 26.5 (79.7)                       | 26.8 (80.2)                       | 26.8 (80.2)                       | 26.4 (79.5)                       | 26.1 (79.0)                       | 26.4 (79.5)                       | 27.1 (80.8)                       |
| متوسط درجة الحرارة الصغرى °م (°ف) | 19.0 (66.2)                       | 19.1 (66.4)                       | 19.5 (67.1)                       | 19.5 (67.1)                       | 19.2 (66.6)                       | 18.6 (65.5)                       | 18.0 (64.4)                       | 17.8 (64.0)                       | 18.1 (64.6)                       | 18.3 (64.9)                       | 18.1 (64.6)                       | 18.5 (65.3)                       | 18.6 (65.6)                       |
| معدل هطول الأمطار مم (إنش)        | 382 (15.0)                        | 455 (17.9)                        | 479 (18.9)                        | 470 (18.5)                        | 247 (9.7)                         | 152 (6.0)                         | 55 (2.2)                          | 51 (2.0)                          | 84 (3.3)                          | 74 (2.9)                          | 57 (2.2)                          | 152 (6.0)                         | 2٬658 (104.6)                     |
| المصدر: Climate Data              |                                   |                                   |                                   |                                   |                                   |                                   |                                   |                                   |                                   |                                   |                                   |                                   |                                   |

## أعلام
- إيفان كافيدس
- كارلوس أرماندو غرويزو أربوليدا
- كريستيان راميريز